# Rose Francine Rogombé
Rose Francine Rogombé (nacida como Rose Francine Allela Etomba; Lambaréné, África Ecuatorial Francesa, actual Gabón, 20 de septiembre de 1942 - París, 10 de abril de 2015) fue una política gabonesa, presidenta de Gabón tras la muerte de Omar Bongo entre el 10 de junio y el 16 de octubre de 2009. En el pasado ocupó el cargo de presidenta del Senado de Gabón.